# La Chapelle-Erbrée
La Chapelle-Erbrée is een gemeente in het Franse departement Ille-et-Vilaine (regio Bretagne). De plaats maakt deel uit van het arrondissement Fougères-Vitré. La Chapelle-Erbrée telde op 1 januari 2022 723 inwoners.

## Geografie
De oppervlakte van La Chapelle-Erbrée bedroeg op 1 januari 2022 11,98 vierkante kilometer; de bevolkingsdichtheid was toen 60,4 inwoners per km².

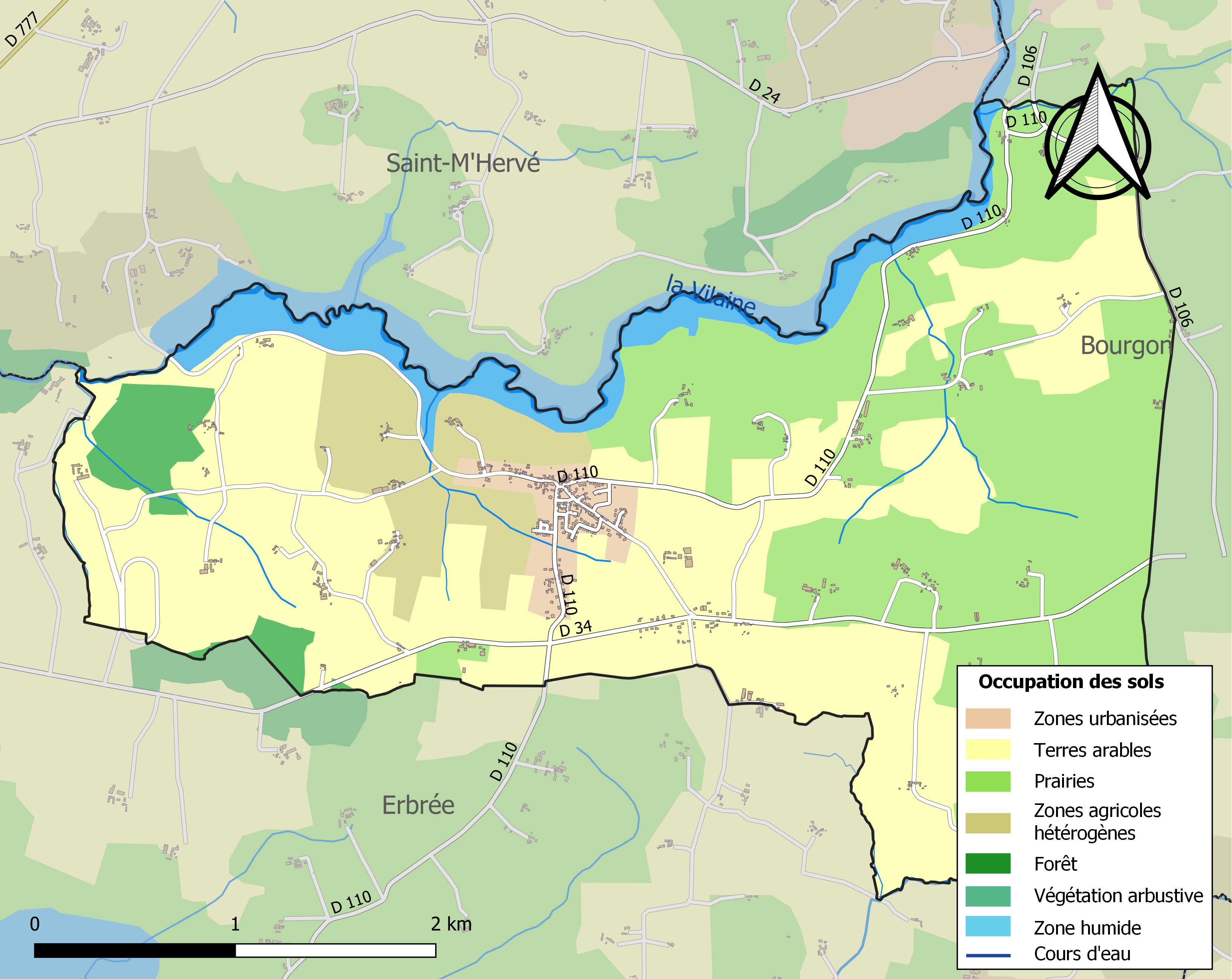
Kaart van de gemeente met belangrijkste infrastructuur, bodemgebruik en omliggende gemeenten

## Demografie
Onderstaande figuur toont het verloop van het inwonertal (bron: INSEE-tellingen).